# 北陆隧道
北陆隧道（日语：／ Hokuriku tonneru）是位于日本福井县敦贺市和福井县南條郡南越前町之间的铁路隧道，穿越了福井县内嶺北地区和嶺南地区的分界线木之芽峠。该隧道1957年11月14日开工，1961年7月31日全线贯通，1962年6月10日开通，目前是Hapi-line Fukui线敦贺站到南今庄站区间上的隧道。它目前是全日本除开JR以外最长的铁路隧道，也是全日本最长的窄轨（1067mm）铁路隧道。
除此之外，并行的JR西日本的北陆新干线上亦有复线的新北陆隧道，2020年7月10日全线贯通，2024年3月16日随北陆新干线的延伸而开通。